# Лукасевич Левко Євменович
Левко Євменович Лукасевич (псевдо — Крутянець, Юрій Тернопільський, Юрій Л. Тернопільський; 1 (14) лютого 1901, Київ — 2 червня 1982, м. Прага, ЧССР) — український економіст-статистик, професор, ройовий студентської сотні у бою під Крутами. Син Євмена Лукасевича.

## Життєпис
Левко Лукасевич народився 1 (14) лютого 1901 року у Києві
У 6 класі української гімназії вступив у Студентський курінь і брав участь в бою під Крутами 29 січня 1918 року.
Здобув фах інженера у Празі (Чехія), працював на виробництві. Співредактор та автор матеріалів в економічно-статистичних збірниках, що виходили до вересня 1939 у Варшаві (Польща). Брав участь у громадсько-культурному житті української громади в Чехословаччині.
Публікувався в українській пресі діаспори, в т. ч. журналі «Вісті комбатанта» (Торонто, Канада), статті про події та учасників Української національної революції 1917—1921 років. У середині 1960-х років відвідав Україну, побував у Тернополі. Під час придушення «Празької весни» 1968 року заарештований органами безпеки комуністичної влади Чехословаччини.

## Доробок
Автор кількох спогадів про Крути, фундаментальної книги «Українська преса з перспективи 150-ліття» (1974), книги спогадів «Роздуми на схилку життя» (1982).

## Пам'ять
29 січня 2022 року на фасаді школи родинного села встановлено меморіальну таблицю.